# Basserne (humorblad)
 For alternative betydninger, se Basserne (flertydig). (Se også artikler, som begynder med Basserne)
Basserne er et dansk tegneserieblad, der udgives af Egmont.
Hovedserien er Basserne, men også andre serier som Hagar, Rødøje, Mads og Misse og Garfield har plads i bladet.
Bladet udkom første gang 15. marts 1972 udsendt af Interpresse. I første omgang udkom bladet kun hver 3. måned, men efterhånden blev udgivelsesfrekvensen sat op, og siden ca. 1982 er bladet udkommet hver 2. uge. I 1997 overtog Egmont bladet. Oprindeligt var bladet uden farver. Det var først i 1990 at bladet udkom i farver.

## Numre
- 1972: Nr. 1-4
- 1973: Nr. 5-8
- 1974: Nr. 9-14
- 1975: Nr. 15-23
- 1976: Nr. 24-35
- 1977: Nr. 36-47
- 1978: Nr. 48-59
- 1979: Nr. 60-71
- 1980: Nr. 72-86
- 1981: Nr. 87-109
- 1982: Nr. 110-135
- 1983: Nr. 136-161
- 1984: Nr. 162-187
- 1985: Nr. 188-213
- 1986: Nr. 214-239
- 1987: Nr. 240-266
- 1988: Nr. 267-292
- 1989: Nr. 293-318
- 1990: Nr. 319-344
- 1991: Nr. 345-370
- 1992: Nr. 371-396
- 1993: Nr. 397-422
- 1994: Nr. 423-448
- 1995: Nr. 449-474
- 1996: Nr. 475-500
- 1997: Nr. 501-527
- 1998: Nr. 528-553
- 1999: Nr. 554-579
- 2000: Nr. 580-605
- 2001: Nr. 606-631
- 2002: Nr. 632-657
- 2003: Nr. 658-682
- 2004: Nr. 683-709
- 2005: Nr. 710-735
- 2006: Nr. 736-761
- 2007: Nr. 762-788
- 2008: Nr. 789-814
- 2009: Nr. 815-840
- 2010: Nr. 841-866
- 2011: Nr. 867-892
- 2012: Nr. 893-918
- 2013: Nr. 919-944
- 2014: Nr. 945-971
- 2015: Nr. 972-997
- 2016: Nr. 998-1023
- 2017: Nr. 1024-1049
- 2018: Nr. 1050-1075
- 2019: Nr. 1076-1101
- 2020: Nr. 1102-1127
- 2021: Nr. 1128-1153
- 2022: Nr. 1154-1179
- 2023: Nr. 1180-1205

## Serier
I bladet bliver der bragt forskellige tegneserier og vittighedstegninger. Udover Basserne har der været bragt følgende serier.
- Baby Blues
- Betty
- Blondie
- Blåfrakkerne
- Brunhilde
- Borolis
- Børneværelset
- Caldwell
- Dagens Pip
- Den lille Splint
- Det aparte hjørne
- En Lodden Afærre
- Erling
- Farmand og Festus
- Ferd'nand
- Flip & Flop
- Fru Fritz Pensionat
- Fæhunden
- Gak Gak Gade 13
- Ganske vist
- Garfield
- Hagar den skrækkelige
- Herman
- Homo Sapiens
- Henne om hjørnet
- Im Beruf
- Joe Bar Team
- Kasket Karl
- Kerne Familien
- Kid Paddle
- Klaus Kludder
- Knast og Aksel
- Knold og Tot
- Knoklerne
- Kong Tut
- Krazy Kat
- Legionen
- Mads og Misse
- Meg!
- Momsemor
- Nemi
- Nørdesen
- Og det var Danmark...
- Olsens Ark
- Pedro
- Poeten og Lillemor
- Pondus
- På Dybt Vand
- Quark
- Radio Gaga
- Ratata
- Robotman
- Rødøje
- Sam & Silo
- Sandslotte
- Shermans lagune
- Splint og Co.
- Sorte Sarah
- Stakkels Herr. Hansen
- Steen & Stoffer
- Sturmtruppen
- Sumpen
- Titeuf
- To på tredje
- Troldkarlen Kogle
- Uden omsvøb
- Vakse Viggo
- Wulffmorgenthaler
- Zits